# Šamaš-hasir
Šamaš-hasir (auch Schamasch-hasir, Samas-hasir) war im 18. Jahrhundert v. Chr. ein altbabylonischer Beamter des Königs Hammurapi.
Šamaš-hasir war als Staatsdiener wahrscheinlich mit der Verwaltung des Königslandes im Bereich von Larsa befasst. Es sind etwa einhundert an ihn gerichtete Briefe der Kanzlei Hammurapis in Babylon bekannt, die sich hauptsächlich mit dem Bereich der Feldbearbeitung und -vermessung befassen und teilweise auch Beschwerden der Einwohner Larsas über Šamaš-hasir aufgreifen. Auch wird Šamaš-hasir in ihnen vor dem Nahen des Hochwassers gewarnt und angewiesen, Dämme errichten zu lassen.